# 白駒の池
白駒の池（しらこまのいけ）は、長野県南佐久郡佐久穂町と小海町との境（境界未確定）にある池。北八ヶ岳のふもとの八千穂高原にあり、紅葉の名所として知られる。標高2,100以上にある湖としては、日本最大である。国土地理院の地図では、「白駒の池」ではなく「白駒池（しらこまいけ）」と表記されている。

## 地理
八ヶ岳連峰の北部にあたる北八ヶ岳を構成する山々のうち、丸山と白駒峰との間、標高2,115メートルの地点に位置する。白駒峰の噴火により大石川（信濃川水系）がせき止められて誕生した堰止湖である。池の大きさは面積0.11平方キロメートル、周囲長1.35キロメートルで、標高2,000メートル以上の高地にある湖としては日本一である。毎年11月下旬には全面結氷してしまうので、本州で最も早く湖面でスケートができる場所であるとされる。水深は最大8.6メートルで、透明度は5.8メートルに及ぶ。池から流出した水は大石川として流下し、佐久地域の上水道用水をまかなう。支流の石堂川（大岳川）では、中部電力による水力発電（大岳川発電所、最大600キロワット）も行われている。
池の一帯（長野県南佐久郡小海町千代里字白駒池）は日本郵便から交通困難地の指定を受けているため、地外から当地宛に郵便物を送付することは出来ない。

## 交通
一般道路からは佐久地域と諏訪地域とを結ぶ国道299号（メルヘン街道）・麦草峠から少し諏訪地域に離れた林の中に位置し、車道からは遊歩道を歩く事になる。池の入口にはマイカー利用者のために森林組合に依る有料駐車場が国道の両側に用意されていて、土産物の販売が行われている。さらに諏訪地域へ離れた所に「麦草ヒュッテ」近くの小さな麦草公共駐車場（無料）もある。
佐久方面からは千曲バスによって麦草峠行きの路線バスが季節運行されており、JR北陸新幹線・佐久平駅からJR小海線・中込駅・八千穂駅を経由するルートである。一方、JR中央本線・茅野駅からも白駒の池を経由する麦草峠行きが諏訪バスによって季節運行されている。国道299号が整備されてからは、紅葉の時期に道路が渋滞するほど観光客が訪れるようになった。

## 周辺
池は周辺は緑の苔に覆われていて、多種類の苔が生息する「苔の森」の感があり、日本蘚苔類学会より「日本の貴重なコケの森」に選定されている。高山地帯だが、ドウダンツツジなどの広葉樹もあり、コメツガやシラビソといった木々が生い茂る天然林を開いて造った遊歩道は昼間であっても薄暗い原生林で苔むしている。。
池の北岸には「青苔荘」（売店と隣接してキャンプ地）、西岸に「白駒荘」という山小屋が2軒ある。
ここは四季を通じて美しいが、特に紅葉の名所として知られている。登山道を登った先の高見石からは、池全体を見下ろすことができる。乳（山名。にゅう または にう とも）方面には「白駒湿原」があり、ワタスゲの果穂がみられる。

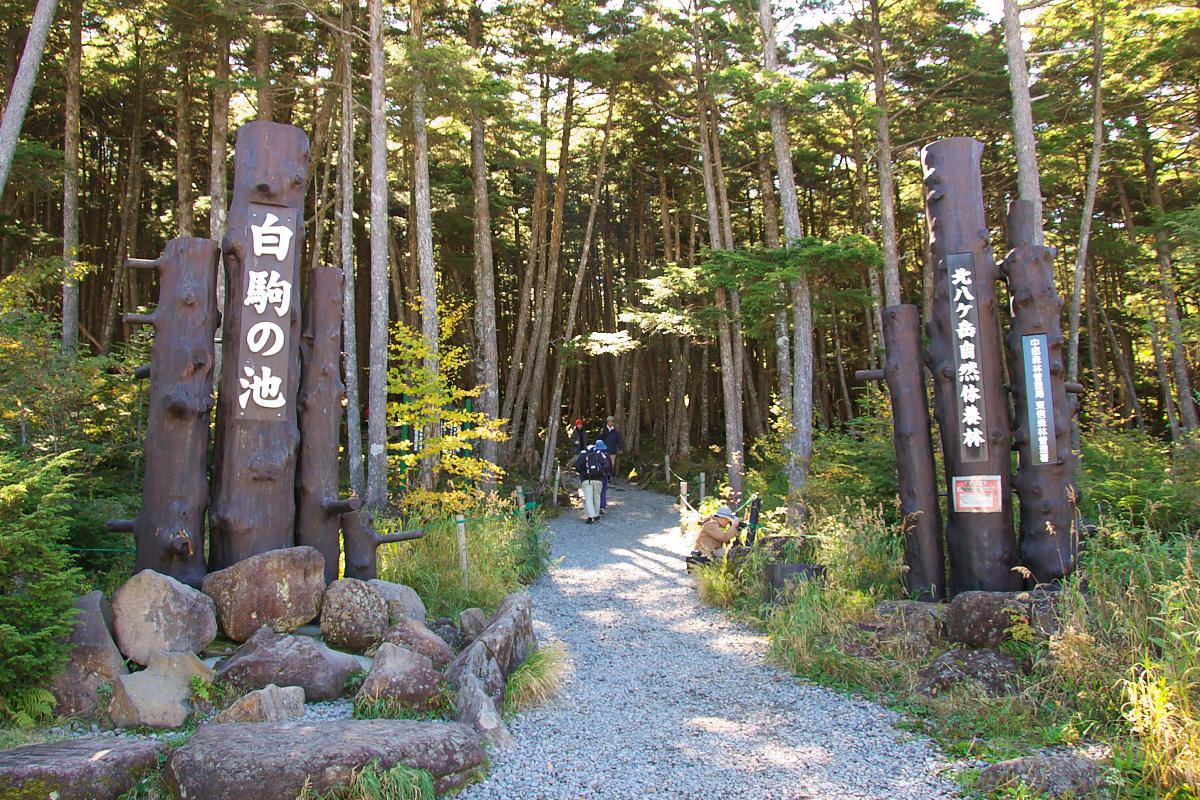
遊歩道入口と木道（上等）
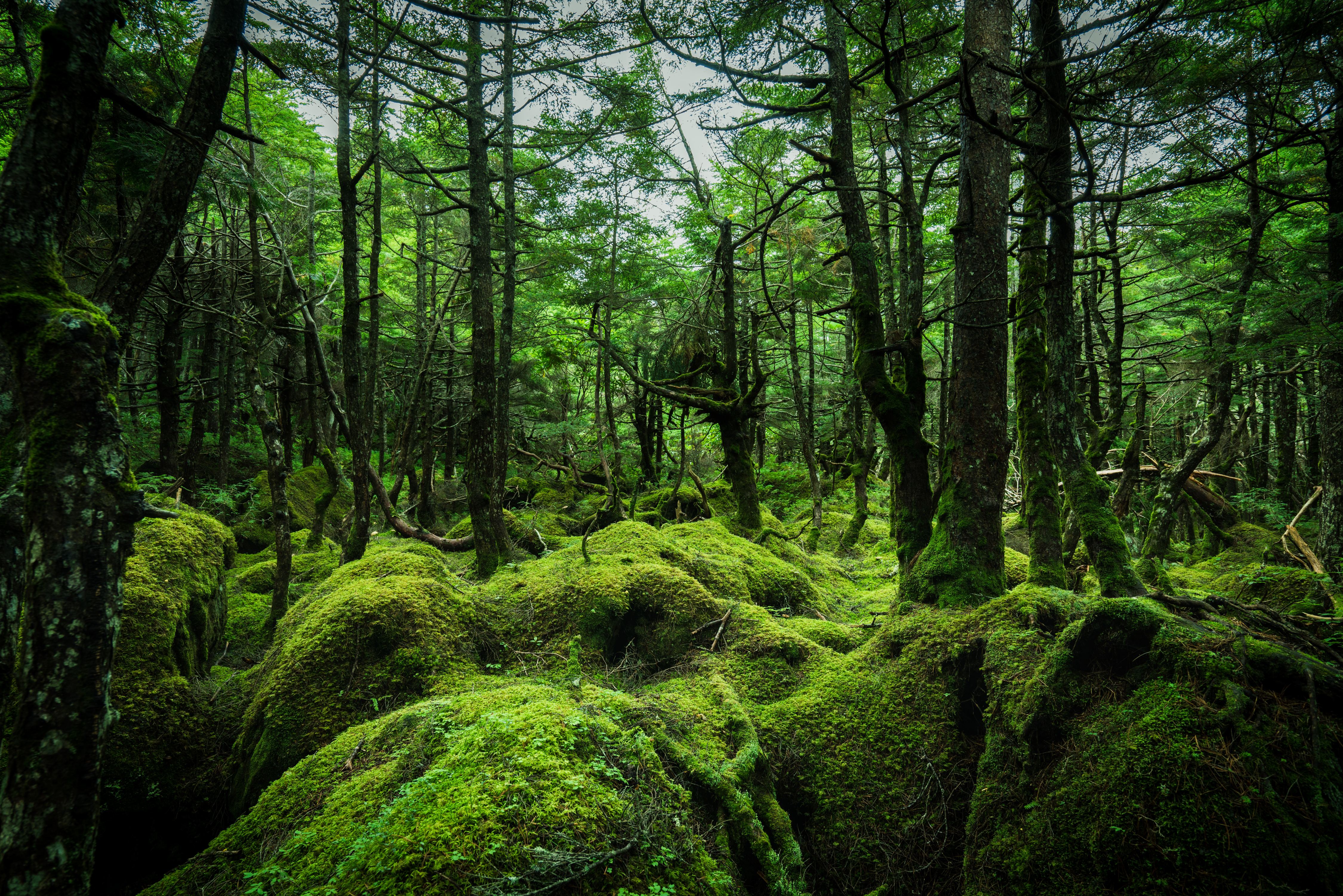
周辺の苔むす原生林
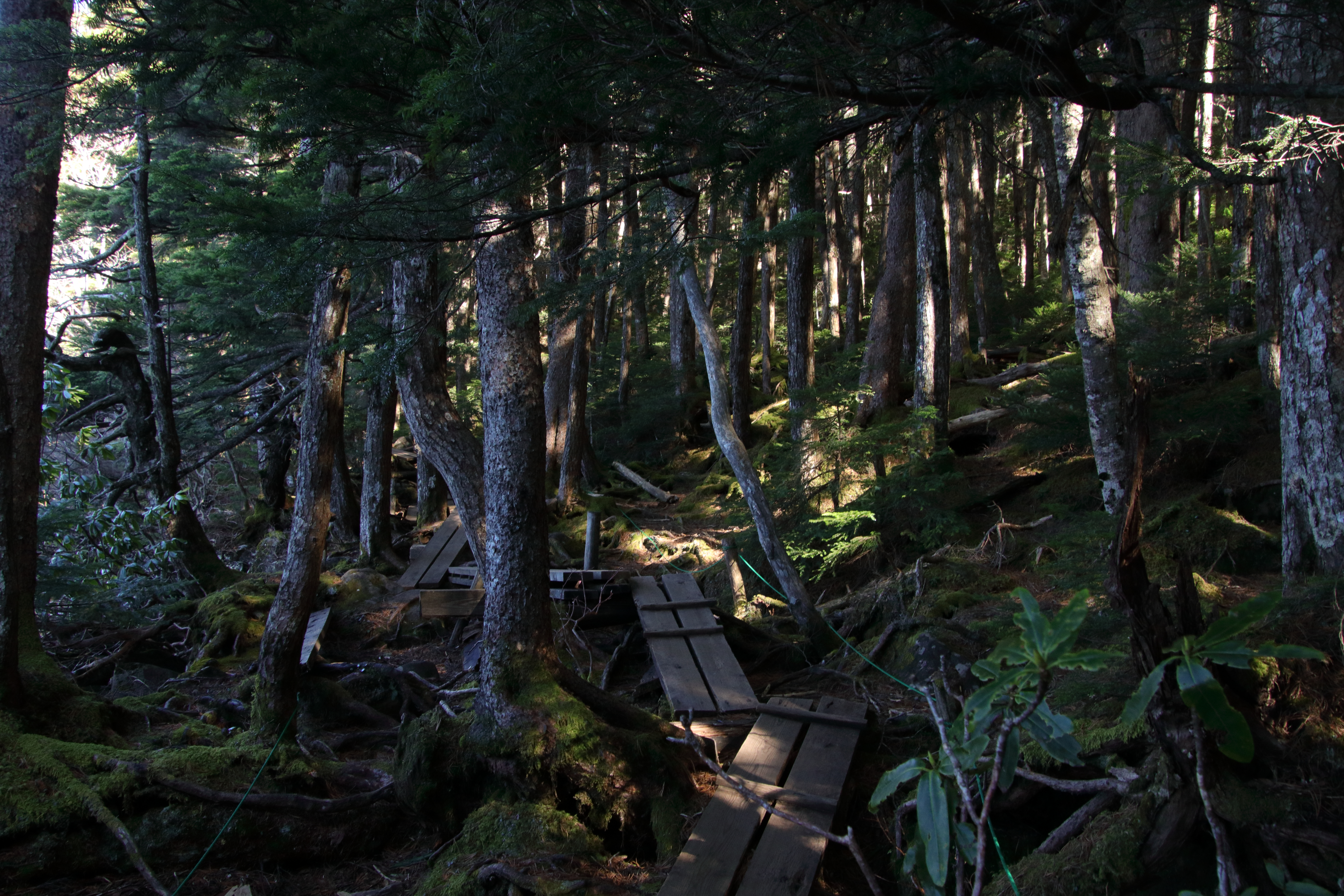
池を一周する木道（中等）

## 池名について
文献『南佐久口碑伝説集』によると、池の名は当地に伝わる民話に由来するという。要約すると以下のとおりである。
むかし、一組の男女が恋に落ちた。それをよく思わない女の父親は、二人の仲を裂こうと男を山奥へと追いやってしまった。女はこれを追って山に入るが、道に迷ってしまう。そこへ一頭の白馬が現れ、女を池まで導き、男がこの池の中にいると告げる。女は白馬とともに池へと消え、二度と帰ることはなかった。
この民話に登場する白馬が「白駒」で、池名の由来とされる。国土地理院の地図では「白駒池」と表記されているが、現在では文献やパンフレット、看板などで表記ゆれがあり、「白駒の池」、「白駒池」、「白駒ノ池」の3種類を確認することができる。